# Hausen am Bussen
Hausen am Bussen è un comune tedesco di 308 abitanti, situato nel land del Baden-Württemberg.